# ミサイルの一覧/ア
カタカナで始まるミサイルの一覧。表記がカタカナで転写されるものを含む。

## ア行
- アーカーシャ
- アーシューラー
- アイアンドーム
- アグニ
  - アグニI
  - アグニII
  - アグニIII
  - アグニIV
  - アグニV
  - アグニVI
- アグリガット（Aggregat）
  - A1
  - A2
  - A3
  - A4（V2ロケット）
  - A5
  - A6
  - A7
  - A8
  - A9
  - A10
  - A11
  - A12
- アスター
  - アスター15
  - アスター30
- アストラ
- アスピーデ
- アスロック
  - RUR-5
  - VLアスロック
- アデス
- アトラス
- アパッチ
- アブダーリー（ハトフ2）
- アラクラン
- アルファ
- アル＝サムード2
- アル・フセイン
- アロー
- アンザ
  - アンザ Mk.I
  - アンザ Mk.II（QW-1 (ミサイル)）
  - アンザ Mk.III（QW-2 (ミサイル)）
- イ号一型乙無線誘導弾
- イ号一型甲無線誘導弾
- ヴァッサーファル
- ヴィジラント
- ウムコント
- エグゾセ
- エリコ
  - エリコ1
  - エリコ2
  - エリコ3
- エリックス
- エンツィアン

## カ行
- ガウリ
  - ガウリ1（ハトフ5）
  - ガウリ2
  - ガウリ3
- ガズナヴィ（ハトフ3）
- ガブリエル
- クーサール
- クラブ
- グリーンチーズ
- グリーンフラッシュ
- グリフィン
- クロタル
- グロム
- ケ号爆弾
- ケタリング・バグ
- コンドル
  - コンドル1
  - コンドル2
  - コンドル3

## サ行
- サーエゲ (巡航ミサイル)
- サーエゲ（対戦車ミサイル、M47より派生）
- シーウルフ
- シーキャット
- シースクア
- シースラグ
- シーダート
- シーランス
- シャーヒーン
  - シャーヒーン1
  - シャーヒーン2
  - シャーヒーン3
- シャウリャ
- シャハブ
  - シャハブ1
  - シャハブ2
  - シャハブ3
  - シャハブ4
  - シャハブ5
  - シャハブ6
- シャフリル
- ジャベリン (地対空ミサイル)
- ジャベリン (対戦車ミサイル)（FGM-148）
- シュペル530
- ジリット
- スウィングファイア
- スカイフラッシュ
- スカッド
- スターストリーク
- スターバースト
- ストーム・シャドウ（SCALP-EG）
- スパイク
- スプリント
- セッジール

## タ行
- ダービー
- タイタンI
- タイタンII
- テセオ
- テポドン
  - テポドン1号
  - テポドン2号
- トゥーファン
- トリシューラ

## ナ行
- ナイキ
  - MIM-3
  - MIM-14
  - LIM-49
- ナグ
- ナスル (巡航ミサイル)
- ナスル (弾道ミサイル)
- ニムロッド
- ニルバイ
- ノドン

## ハ行
- ハープーン
- バーブル（ハトフ7）
- パイソン (ミサイル)
- バクタ・シカン（HJ-8）
- ハトフ1
- パトリオット（MIM-104）
- バラク
- ハリージェ・ファールス
- ファイアストリーク
- ファイアフラッシュ
- ファテフ110
- ブラッドハウンド
- ブラモス
- プリットヴィー
- ブリムストーン
- プリュトン
- ブルースチール
- ブルーストリーク
- ブレイクマイン
- ブローパイプ
- ペンギン
- ホーク（MIM-23）
  - 改良ホーク
- ポップアイ
- ポリフェム

## マ行
- マルカラ
- ミーティア
- ミストラル
- ミラン
- ムスダン
- ムズラク-U
- モスキート

## ラ行
- ラード（ハトフ8）
- ライントホター
- ラインボーテ
- ルールシュタール X-4
- レイピア
- レッドディーン
- レッドトップ
- ローランド